# Karl Konrath
Karl Konrath (* 7. Dezember 1941 in Olbendorf) ist ein ehemaliger österreichischer Politiker (SPÖ). Er war von 1991 bis 2005 Abgeordneter zum Burgenländischen Landtag.

## Leben
Konrath wurde als Sohn von Karl und Johanna Konrath geboren, sein Vater fiel im Zweiten Weltkrieg. Er besuchte die Volksschule Olbendorf und war danach von 1957 bis 1965 als Maurer, Hilfspolier und Polier tätig. Von 1961 bis 1963 absolvierte er die Werkmeisterschule und legte 1965 die technische Baumeisterprüfung ab. Danach war er von 1965 bis 1983 als technischer Angestellter in Rotenturm an der Pinka beschäftigt, wobei er zehn Jahre als Betriebsratsobmann fungierte. Ab 1983 arbeitete er als Angestellter der Burgenländischen Gebietskrankenkasse in Eisenstadt als Kontrollor.

## Politik
Konrath war ab 1981 Ortsvorsitzender der SPÖ-Olbendorf und von 1984 bis 1996 Bürgermeister in Olbendorf. Zudem wirkte er ab 1995 als SPÖ-Bezirksvorsitzender-Stellvertreter im Bezirk Güssing und war ab 1989 Mitglied des Landesparteivorstandes. Konrath vertrat die SPÖ vom 18. Juli 1991 bis zum 24. Oktober 2005 im Burgenländischen Landtag.